# Club de Baloncesto Askatuak
El Club Askatuak de Baloncesto (en euskera Askatuak Saski-Baloi Taldea) es un club de baloncesto de la ciudad de San Sebastián (Guipúzcoa), España. En la actualidad es un club aficionado cuyo primer equipo masculino milita en División Autonómica, pero en el pasado llegó a tener equipo profesional en lo más alto del baloncesto español Primera División de la Liga Española de Baloncesto (1976-1979), Liga ACB (1988-89) e incluso fue el primer club vasco en participar en competiciones europeas disputando en dos ocasiones la Copa Korac (1977-78) y (1978-79).

## Historia

### Origen del club
El padre del actual Askatuak (su primer nombre fue Club Dicoproga de Baloncesto) fue Josean Gasca, entrenador, pionero y promotor del baloncesto en la ciudad de San Sebastián. Gasca había sido el fundador en 1958 del Club Atlético San Sebastián, un club polideportivo en el que el baloncesto fue la sección fundadora del Club y por lo tanto desempeño un papel predominante en sus inicios. El Atlético San Sebastián bajo la batuta deportiva de Gasca llegó a alcanzar la Primera División de la Liga Española de Baloncesto en 1967, pero tras 3 temporadas en la élite, el equipo acabó descendiendo y en 1973 la sección de baloncesto del Atlético San Sebastián quedó desmantelada, tras enfrentarse el propio Gasca a la dirección del club, la cual no compartía la idea de Gasca de profesionalizar la sección de baloncesto del Atlético Sn.Sn.
Por aquella misma época se formó un potente equipo de baloncesto amateur en la vecina localidad de Rentería, el Don Bosco, formado en torno a un instituto de formación profesional de los Salesianos situado de dicha localidad. Con patrocinio de la Caja de Ahorros Provincial de Guipúzcoa, el Don Bosco se proclamó campeón de España de Tercera División y logró el ascenso a Segunda división. En 1975, la Segunda División iba a ser por primera vez un campeonato unificado a nivel de toda España.
Sin embargo, el Don Bosco se quedó sin patrocinio de la Caja de Ahorros para afrontar su periplo en Segunda División. Fue entonces cuando Josean Gasca, que por aquel entonces dio por finalizada su experiencia como entrenador en Francia, montó la empresa Promosport, que compró la plaza del Don Bosco en Segunda División haciéndose cargo de la deuda del equipo. Encontró como patrocinador a la empresa Dicoproga y armó un equipo formado, en parte, por la plantilla del Don Bosco y por jugadores que habían militado en el antiguo Atlético San Sebastián tales como Segundo Azpiazu y Santiago Zabaleta así como por un americano, Ed Robota.
El Club Dicoproga de Baloncesto comenzó su andadura con un éxito rotundo en su primer año de existencia, en la temporada 1975-1976, logrando el ascenso a la Primera División al primer intento después de quedar campeón de la Liga Nacional de Segunda División.

### Debut en Primera División
El club debutó en la Primera División en la temporada 1976-77 bajó el nombre de Dico's. Su debut fue excelente, quedó empatado con el Joventut de Badalona en la 5.ª plaza y obtuvo el pasaporte para jugar la Copa Korac. 

### Nace elAskatuak
Tras su primera temporada entre la élite del baloncesto español, el equipo se quedó sin patrocinador. Al año siguiente, en plena Transición Política Española el club adoptó su nombre definitivo Askatuak Saski-Baloi Taldea - Club Askatuak de Baloncesto (askatuak significa en euskera los libres o los independientes). Gasca ficha a un jugador americano, Essie Hollis que se convierte en la gran sensación del baloncesto español en la temporada 1977-78 por su capacidad anotadora y sus espectaculares mates. Hollis se convierte en el máximo anotador de la Liga, promediando casi 40 puntos por partido y llevando al equipo de nuevo a la sexta plaza y a obtener un puesto en la Copa Korac. Hollis abandonó el club al finalizar la campaña para probar suerte en la NBA.
Sin embargo en la campaña 1978-79, el club continua sin patrocinador y con dificultades económicas, a pesar de sustituir a Essie Hollis por otro gran jugador americano como Nate Davis, el equipo acaba descendiendo.

### Retorno a la ACB
El Askatuak cae de la Primera a la Primera B y de ahí a la Segunda División. En 1982 fallece Josean Gasca, el alma mater del club lo que supone un duro golpe para Askatuak. Iñaki Almandoz tomaría las riendas de la dirección del Club. Cuando la tendencia del Club parecía muy negativa, en la temporada 1984-1985 el Askatuak se proclama campeón de Segunda y vuelve a la Primera B, categoría inmediatamente anterior a la máxima división (por aquel entonces ya la Liga ACB). Finalmente en la temporada 1987-88, y sin contar con patrocinador, el Askatuak, de la mano de los norteamericanos Abdul Jeelani y Lance Berwald y bajo la dirección de 'Boliche' Domínguez logra, meritoriamente y tras nueve años de travesía en el desierto, la vuelta a la máxima competición nacional.
Pero su paso por la Liga ACB es fugaz y, bajo el nombre y patrocinio de Gipuzkoako Kutxa (Caja Guipúzcoa), disputa una única campaña en la que pierde la categoría.
Desde su descenso en 1988 el Askatuak ha venido peleando en las categoría inferiores del baloncesto español con la esperanza de retornar alguna vez a la Liga ACB.
En la temporada 1997-98, el Askatuak cuajó una digna campaña. Acabó 7.º en la Liga Regular y disputó el play-off de ascenso a la Liga ACB. Fue eliminado en 1/4 de final de la eliminatoria. Desde 1989 fue la vez que más cerca estuvo del retorno a la élite. Sin embargo la falta de patrocinador obligó al club a descender un escalón y volver a la Liga EBA, categoría en la que era viable mantenerse económicamente.
Las temporadas 1998-99 y 1999-00 fueron muy duras para el Askatuak. Logró obtener el patrocinio de una empresa cafetera local, Cafés Aitona, y gracias a este compite en la Liga EBA. De cara a la temporada 2000-01 la Federación Española de Baloncesto anunció la creación de una nueva categoría intermedia entre la Liga LEB y la Liga EBA, que se denominará LEB-2. El Askatuak busca los necesarios apoyos económicos para asegurarse una plaza en la LEB-2 y lo logra tras firmar un convenio con su patrocinador y las instituciones públicas guipuzcoanas. 
Este hecho no permitió planificar la temporada adecuadamente y el Cafés Aitona-Askatuak sufre lo indecible a lo largo de la temporada. Queda 9.º lo que le empuja a jugar el play-off por el descenso, en el que salva la categoría en el quinto y último partido ante el Doncel La Serena.

### La reinvención del Askatuak
Sin embargo esa temporada 2000-01 se produjo otro hecho muy significativo que ha marcado el devenir de la historia del club. Tras años de problemas económicos, comienza a surgir un movimiento en Guipúzcoa que aboga por partir de cero, con la creación de un nuevo club que tome el relevo del Askatuak. La temporada 2000-01 es la de la cristalización de ese nuevo proyecto baloncestístico en Guipúzcoa. De la mano de algunos directivos que han abandonado el Askatuak críticos con la dirección del club, del departamento de deportes de la Diputación de Guipúzcoa y del conocido representante de futbolistas Miguel Santos, se presenta en mayo de 2001 el Donostiako Gipuzkoa Basket, un nuevo club con vocación de sustituir al Askatuak como equipo representativo del baloncesto guipuzcoano. Claro está que la viabilidad del nuevo Gipuzkoa Basket pasa por matar al histórico Askatuak, tal y como denuncian los rectores de este último club en aquella época.
El apoyo de la Diputación de Guipúzcoa al nuevo proyecto resulta determinante, ya que deja sin su patrocinio al Askatuak y obliga a este a renunciar a su plaza en la Liga LEB-2, que con tanta dificultad había logrado mantener. El nuevo Gipuzkoa Basket compra la plaza del Askatuak en la LEB-2. La sustitución se ha producido.
Esa temporada 2001-02 el Askatuak no participa en ninguna competición y trata de recomponer sus finanzas y sus múltiples problemas. Tras permanecer una temporada en blanco y verse obligado en la siguiente a jugar bajo una licencia federativa prestada (la del Club Etxadi), se ha reconvertido en un club completamente amateur que juega en las categorías regionales del País Vasco. El testigo como club representativo del baloncesto guipuzcoano y donostiarra lo ha cogido el Gipuzkoa Basket Club.
Tras la temporada 2009-10, el Askatuak consigue el ascenso a la Liga EBA, reapareciendo así en el baloncesto nacional.

## Jugadores históricos
- Años 70: Ed Robota, Shegun Azpiazu, Dave Russell, Essie Hollis, Nate Davis, Estanis Ubarrechena, Fernando Galilea
- Años 80: Abdul Jeelani, Lance Berwald, Essie Hollis
- Años 90: Charles Pittman, Treg Lee, Gabriel Estaba, Quino Salvo, Mikel Cuadra,Abel Amón
- Años  2000: Aundre Branch

## Entrenadores históricos
- Años 70: José Antonio Gasca
- Años 80: Shegun Azpiazu, José Luis Domínguez, Jaume Ventura
- Años 2000: Fernando Galilea,

## Trayectoria
| - 1975-1976 Dicoproga - 2.ª División: 1.º y campeón (asciende a Primera División) - 1976-1977 Dico's: 1.ª División: - 5.º (clasificado para la Copa Korac) - 1977-1978 Askatuak - 1.ª División: 6.º (clasificado para la Copa Korac) - 1978-1979 Askatuak - 1.ª División: 12.º (desciende de categoría) - 1979-1980 Askatuak - 1.ª División B: 15.º (desciende de categoría) - 1980-1981 Askatuak-Erosi - 2.ª División: No compitió - 1981-1982 Askatuak-- 2.ª División: - 1982-1983 Askatuak - 2.ª División: (renuncia a la fase de ascenso a 1ªB) - 1983-1984 Askatuak - Remondo - 2.ª División: clasificado para el Top8 de la fase de ascenso a 1ªB. No se clasifica entre los 4 que ascienden. - 1984-1985 Bodegas Remondo - Askatuak - 2.ª División - 2.º (ascenso de categoría) - 1985-1986 Pacharan Navarra - Askatuak - 1.ª División B- - 1986-1987 Pacharan Navarra - Askatuak - 1.ª División B - 1987-1988 Askatuak - 1.ª División B : (ascenso de categoría) - 1988-1989 Caja de Guipúzcoa-Gipuzkoako Kutxa - Liga ACB: 24º (desciende de categoría) - 1989-1990 Askatuak - 1ªDivisión B - 1990-1991 Loiola '91 - Askatuak - 1ªDivisión B - 1991-1992 Askatuak - 1ªDivisión B: 12.º. - 1992-1993 Askatuak - 1ªDivisión-Serie A: 7.º (Liga Regular) (Eliminado en 1/4 final del playoff de ascenso) Por falta de patrocinio y problemas económicos al finalizar la temporada vendió su plaza en la categoría al recién fundado Club Baloncesto Salamanca. El equipo se inscribe la siguiente temporada en la 2.ª División. - 1993-1994 Askatuak - 2ªDivisión: 3.º. Se produce al finalizar la temporada una reestructuración de categorías. La 1.ª División es sustituida por una nueva categoría más amplia denominada Liga EBA, y en la que se integran junto a los equipos de 1.ª División algunos equipos de 2.ª División. El Askatuak coge una de las plazas de la nueva Liga. - 1994-1995 Askatuak - Liga EBA (Conferencia Norte): 8.º. - 1995-1996 Askatuak - Liga EBA (Conferencia Norte): 4.º. Se inscribe al año siguiente en la recién creada Liga LEB. - 1996-1997 Askatuak - Liga LEB: 14.º. (último de la categoría, pero no hay descensos esa temporada). - 1997-1998 Askatuak - Liga LEB: 7.º. (Eliminado en 1/4 final del playoff de ascenso). Renuncia a la categoría por falta de patrocinio - 1998-1999 Cafés Aitona - Liga EBA: - 1999-2000 Cafés Aitona - Liga EBA (Grupo C): 12.º. Compra una plaza en la recién creada LEB-2. - 2000-2001 Cafés Aitona - Liga LEB-2: 9.º. Salva la categoría en el play-off de descenso. - 2001-2002 No participa en competiciones. - 2002-2003 Etxadi-Askatuak (*)- 3.ª Div. - 2003-2004 Cafés Aitona - 1ªDiv.País Vasco: 3.º. Cae en la fase de ascenso a la Liga EBA. - 2004-2005 Cafés Aitona - 1ªDiv.País Vasco: - 2005-2006 Cafés Aitona - 1ªDiv.País Vasco: 16.º. - 2006-2007 Cafés Aitona - 1ªDiv.País Vasco: 11.º. - 2007-2008 Cafés Aitona - 1ªDiv.País Vasco: 4.º. - 2008-2009 Cafés Aitona - 1ªDiv.País Vasco: 7.º. - 2009-2010 Cafés Aitona - 1ªDiv.País Vasco: 2.º. Logra el ascenso a la Liga EBA. - 2010-2011 Cafés Aitona - Liga EBA: 13.º. - 2011-2012 Cafés Aitona - Liga EBA: 1.º clasificado y campeón. Asciende a LEB-PLATA - 2012-2013 Cafés Aitona - LEB-PLATA: 10.º - 2013-2014 Cafés Aitona - LEB-PLATA: 13.º (Desciende a Liga EBA) - 2014-2015 Cafés Aitona - 2.ª División Nacional Interautonómica. - 2015-2016 Cafés Aitona - 2.ª División Nacional Interautonómica. (Asciende a 1.ª División Nacional Interautonómica.) - 2016-2017 Cafés Aitona - 1.ª División Nacional Interautonómica. - 2017-2018 Cafés Aitona - 1.ª División Nacional Interautonómica. - 2018-2019 Cafés Aitona - 2.ª División Nacional Interautonómica. (Asciende a 1.ª División Nacional Interautonómica.) - 2019-2020 Tecnun Askatuak - 1.ª División Nacional Interautonómica. - 2020-2021 Tecnun Askatuak - 1.ª División Nacional Interautonómica. - 2021-2022 Tecnun Askatuak - 1.ª División Nacional Interautonómica. |

(*) Participó con licencia federativa del Club Etxadi KKE tras firmar un acuerdo de colaboración con este club.